# 122 męczenników wojny domowej w Hiszpanii
122 błogosławionych męczenników – grupa 122 hiszpańskich męczenników, ofiar prześladowań antykatolickich okresu hiszpańskiej wojny domowej, zamordowanych z nienawiści do wiary (łac) in odium fidei, w latach 1936–1939, beatyfikowanych przez papieża Jana Pawła II w Watykanie 25 października 1992 roku.

## Geneza męczeństwa
Narastające konflikty społeczne na początku lat trzydziestych w Hiszpanii doprowadziły do fali prześladowań Kościoła katolickiego, która, włączając okres wojny domowej, pociągnęła za sobą liczne ofiary. W okresie tym zamordowano 12 biskupów, 4194 księży, 2365 zakonników, 283 zakonnice oraz prześladowano setki tysięcy wiernych, a zniszczeniu uległo ponad 2000 świątyń.
W gronie błogosławionych jest 71 zakonników z Zakonu Szpitalnego Świętego Jana Bożego zamordowanych w 1936 roku. Między szpitalnikami znajduje się siedmiu braci pochodzących z Kolumbii, pierwszych pochodzących z tej ziemi wyniesionych na ołtarze. Bonifratrzy pełnili posługę pracując w szpitalach Katalonii i środkowej Hiszpanii. W Talavera de la Reina po przesłuchaniu 25 lipca w zbiorowej egzekucji zamordowano czterech zakonników, piętnastu opiekujących się chorymi w szpitalu w Calafell 30 tegoż miesiąca, 9 sierpnia w drodze z Madrytu do Barcelony, skąd mieli wrócić do ojczyzny zamordowani zostali kolumbijscy studenci w habitach, 1 września zginęło dwunastu aresztowanych ze wspólnoty w Carabanchel Alto (Barrio de Buenavista), a po czteromiesięcznym areszcie w San Anton 28 i 30 listopada dwudziestu dwóch zakonników z Ciempozuelos. W procesie kanonicznym toczonym w latach 1948-1956 potwierdzono też uznane za autentyczne przez Jana Pawła II męczeństwo pojedynczych zakonników tego zgromadzenia zamordowanych w Barcelonie, Madrycie, Ciempozuelos i San Baudilio de Llobregat.
Miejscowość Barbastro w okresie 1936/1937 stała się widownią krwawych prześladowań katolików. W miasteczku liczącym w tym czasie 8 tysięcy mieszkańców zamordowano 837 osób  podejrzanych o współpracę z Kościołem. Komunistyczne bojówki zabiły między innymi biskupa Florentyna Asensio Barroso i 115 księży. Grupa rozstrzelanych „Męczenników z Barbastro” to 51 misjonarzy (9 kapłanów, 5 braci zakonnych i 37 kleryków) spośród 270 ofiar „Czerwonego Terroru” należących do Zgromadzenia Misjonarzy Synów Niepokalanego Serca Błogosławionej Maryi Dziewicy, zamordowanych w 1936 roku. Oprawcy przetrzymujący zakonników powtarzali:

My nie nienawidzimy was, ale wasz stan i strój, jaki nosicie. Zrzućcie te sutanny, a staniecie się tacy sami jak my i wtedy was uwolnimy.

Od początku zatrzymani bracia i klerycy byli izolowani i przełożeni, których los nie był im znany nie mieli wpływu na ich osobiste decyzje. W zachowanym liście do rodziców napisanym w dzień przed śmiercią Ramón Illa Salvía pisał

Spodobało się Bogu dać mi palmę męczeństwa. Kiedy otrzymacie ten list, dziękujcie Panu za niezmierzoną łaskę, której mi udzielił. Nigdy nie zamieniłbym znoszonych tu udręk więzienia na dar czynienia ani męczeństwa na apostolat, choć był on marzeniem mego życia.

## Lista błogosławionych

### Męczennicy z zakonu bonifratrów (OH)
Zamordowani 25 lipca 1936 w Talavera de la Reina
- o. Fryderyk Rubio Alvarez, Federico Rubio Alvarez (ur. 3 grudnia 1862 roku)
- br. Prymus Martinez de San Vincente Castillo, Primo Martinez di S. Vincenzo Castillo (ur. 9 czerwca 1869 roku)
- br. Hieronim Ochoa Urdangarin, Gerolamo Ochoa Urdangarin (ur. 28 lutego 1904 roku)
- br. Jan od Krzyża Delgado Pastor, Giovanni Della Croce Delgado Pastor (ur. 10 grudnia 1914 roku)

Zamordowany 27 lipca
- br. Jan Chrzciciel Egozcuezábal Aldaz, Giovanni Battista Egozcuezábal Aldaz (ur. 13 marca 1882 roku)

Zamordowani 30 lipca w Calafell
- o. Brauliusz Maria Corres Diaz de Cerio, Maria Corres Diaz de Cerio (ur. 26 czerwca 1897 roku)
- br. Julian Cabrasqcer Fos, Giuliano Cabrasqcer Fos (ur. 11 maja 1881 roku)
- br. Eusebiusz Forcades Ferrate, Eusebio Forcades Ferrate (ur. 28 września 1875 roku)
- br. Konstantyn Roca Huguet, Costanzo Roca Huguet (ur. 12 sierpnia 1895 roku)
- br. Benedykt Józef Manoso Gonzales, Benedetto Giuseppe Labre Manoso Gonzales (ur. 19 lipca 1879 roku)
- br. Wincenty de Paulo Canelles Vives, Vincenzo de Paoli Canelles Vives (ur. 25 czerwca 1894 roku)
- br. Tomasz Urdanoz Aldaz, Tommaso Urdanoz Aldaz (ur. 7 marca 1903 roku)
- br. Rafał Flamarique Salinas, Raffaele Flamarique Salinas (ur. 24 października 1903 roku)
- br. Antoni Llaurado Parisi, Antonio Llaurado Parisi (ur. 13 czerwca 1910 roku)
- br. Emanuel Lopez Orbara, Emanuele Lopez Orbara (ur. 5 lutego 1913 roku)
- br. Ignacy Tejero Molina, Ignazio Tejero Molina (ur. 31 lipca 1916 roku)
- br. Henryk Beltran Llorca, Enrico Beltran Llorca (ur. 14 listopada 1899 roku)
- br. Dominik Pitarch Gurrea, Domenico Pitarch Gurrea (ur. 12 lutego 1909 roku)
- br. Antoni Sanchis Silvestre, Antonio Sanchis Silvestre (ur. 6 grudnia 1910 roku)
- br. Emanuel Jimenez Salado, Emanuele Jimenez Salado (ur. 29 października 1907 roku)

Zamordowany 4 sierpnia
- br. Gonslawus Gonzalo Gonzalo, Gonzalo Gonzalo Gonzalo (ur. 24 lutego 1909 roku)

Zamordowani 9 sierpnia siedmiu braci, którzy zostali pierwszymi beatyfikowanymi Kolumbijczykami
- br. Ruben od Jezusa Lopez Aguilar, Ruben de Jesus Lopez Aguilar (ur. 12 kwietnia 1908 roku)
- br. Artur Ayala Nino, Arturo Ayala Nino (ur. 7 kwietnia 1909 roku)
- br. Jan Chrzciciel Velazquez Pelaez, Giovanni Battista Velazquez Pelaez (ur. 9 lipca 1909 roku)
- br. Eugeniusz Ramirez Salazar, Eugenio Ramirez Salazar (ur. 2 września 1913 roku)
- br. Stefan Maya Gutierrez, Stefano Maya Gutierrez (ur. 19 marca 1907 roku)
- br. Melchiades Ramirez Zuluaga, Melchiade Ramirez Zuluaga (ur. 13 lutego 1909 roku)
- br. Kasper Paez Perdomo, Gaspare Paez Perdomo (ur. 15 czerwca 1913 roku)

Zamordowani 12 i 18 sierpnia
- br. Flawiusz Argüeso Gonzalez, FIavio Argüeso Gonzalez (ur. 5 października 1877 roku)
- ks. Franciszek Arias Martin, Francesco Arias Martin (ur. 26 kwietnia 1884 roku)

Zamordowani 1 września w Carabanchel
- br. Processus Ruiz Cascales, Processo Ruiz Cascales (ur. 4 października 1887 roku)
- o. Krystian Roca Huguet, Cristino Roca Huguet (ur. 6 czerwca 1899 roku)
- br. Eutymiusz Aramendia Garcia, Eutimio Aramendia Garcia (ur. 23 grudnia 1878 roku)
- br. Kanut Franco Gomez, Canuto Franco Gomez (ur. 23 grudnia 1871 roku)
- br. Dozyteusz Rubio Alonso, Dositeo Rubio Alonso (ur. 10 lutego 1869 roku)
- br. Cezary Nino Perez, Cesareo Nino Perez (ur. 15 września 1878 roku)
- br. Beniamin Cobos Celada, Beniamino Cobos Celada (ur. 9 lipca 1887 roku)
- br. Karmel Gil Arano, Carmelo Gil Arano (ur. 15 maja 1879 roku)
- br. Kosma Brun Arara, Cosma Brun Arara (ur. 12 listopada 1894 roku)
- br. Cecyliusz Lopez Lopez, Cecilio Lopez Lopez (ur. 25 czerwca 1901 roku)
- br. Rufin Lasheras Aizcorbe, Rufino Lasheras Aizcorbe (ur. 15 czerwca 1900 roku)
- br. Faustyn Villanueva Igual, Faustino Villanueva Igual (ur. 23 stycznia 1913 roku)

Zamordowani we wrześniu
- br. Piotr Villanueva Larrayos, Pietro de Alcantara Villanueva Larrayos (ur. 20 lipca 1881, zm. 11 września)
- br. Jacek Hoyuelos Gonzalez, Giacinto Hoyuelos Gonzalez (ur. 1 września 1914, zm. 19 września)
- br. Franciszek Ksawery Ponsa Casallach, Francesco Saverio Ponsa Casallach (ur. 20 sierpnia 1916, zm. 28 września)

Zamordowany w listopadzie
- br. Acisclus Pina Piazuelo, Acisclo Pina Piazuelo (ur. 26 lipca 1878, zm. 10 listopada)
- br. Tobiasz Borras Romeu, Tobia Borras Romeu (ur. 14 kwietnia 1861, zm. 23/24 listopada)
- br. Jan Antoni Burro Mas, Giovanni Antonio Burro Mas (ur. 28 czerwca 1914 roku)

Zamordowani 28 listopada
- o. Jan Jezus Adradas Gonzalo, Giovanni Gesu' Adradas Gonzalo (ur. 15 sierpnia 1878 roku)
- br. Wilhelm Llop Gaya, Guglielmo Llop Gaya (ur. 10 listopada 1880 roku)
- br. Klemens Diez Sahagun, Clemente Diez Sahagun (ur. 23 listopada 1861 roku)
- br. Łazarz Mugica Goiburu, Lazzaro Mugica Goiburu (ur. 5 kwietnia 1867 roku)
- br. Martynian Melendez Sanchez, Martiniano Melendez Sanchez (ur. 15 stycznia 1878 roku)
- br. Piotr Maria Alcalde Negredo, Pietro Maria Alcalde Negredo (ur. 26 listopada 1878 roku)
- br. Julian Plazaola Artola, Giuliano Blazaola Artola (ur. 12 września 1915 roku)
- br. Hilary Delgado Vilchez, Ilario Delgado Vilchez (ur. 18 kwietnia 1918 roku)
- br. Piotr Bernalte Calzado, Pietro de Alcantara Bernalte Calzado (ur. 4 sierpnia 1910 roku)
- br. Jan Alcalde Alcalde, Giovanni Alcalde Alcalde (ur. 20 października 1911 roku)
- br. Izydor Martinez Izquierdo, Isidoro Martinez Izquierdo (ur. 9 kwietnia 1918 roku)
- br. Anioł Sastre Corporales, Angelo Sastre Corporales (ur. 16 sierpnia 1916 roku)
- br. Edward Bautista Jimenez, Eduardo Bautista Jimenez (ur. 5 stycznia 1885 roku)
- ks. Józef Mora Velasco, Giuseppe Mora Velasco (ur. 18 sierpnia 1886 roku)
- br. Józef Ruiz Cuesta, Giuseppe Ruiz Cuesta (ur. 6 listopada 1907 roku)

Zamordowani 30 listopada
- br. Dydak Garcia Molina, Diego de Cadiz Garcia Molina (ur. 14 grudnia 1892 roku)
- br. Jezus Gesta de Piquer, Gesu' Gesta de Piquer (19 stycznia 1915 roku)
- br. Roman Touceda Fernandez, Romano Touceda Fernandez (ur. 22 stycznia 1904 roku)
- br. Michał Ruedas Mejias, Michele Ruedas Mejias (ur. 19 stycznia 1902 roku)
- br. Artur Donoso Murillo, Arturo Donoso Murillo (ur. 31 marca 1917 roku)
- br. Antoni Martinez Gil-Leonis, Antonio Martinez Gil-Leonis (ur. 2 listopada 1916 roku)
- br. Nicefor Salvador del Rio, Niceforo Salvador del Rio (ur. 9 lutego 1913 roku)

Zamordowany 14 grudnia
- br. Protazy Cubells Minguell, Protasio Cubells Minguell (ur. 27 grudnia 1880 roku)

### Męczennicy z zakonu klaretynów w Barbastro (CMF)
Zamordowani 2 sierpnia
- o. Filip od Jezusa Munárriz Azcona, Felipe de Jesús Munárriz Azcona (ur. 1875 roku) – przełożony seminarium
- o. Jan Díaz Nosti, Juan Díaz Nosti (ur. 1880 roku) – kierownik duchowy
- o. Leoncjusz Pérez Ramos, Leoncio Pérez Ramos (ur. 1876 roku) – ekonom

Zamordowani 12 sierpnia
- o. Sebastián Calvo Martínez (ur. 1903 roku)
- o. Piotr Cunill Padrós, Pedro Cunill Padrós (ur. 1903 roku)
- o. Józef Pavón Bueno, José Pavón Bueno (ur. 1901 roku)
- o. Nikazjusz Sierra Ucar, Nicasio Sierra Ucar (ur. 1891 roku)
- kleryk Wacław Maria Claris Vilaregut, Wenceslao Claris Vilaregut (ur. 1907 roku)
- br. Grzegorz Chirivás Lacambra, Gregorio Chirivás Lacambra (ur. 1880 roku)

Zamordowani 13 sierpnia
- o. Sekundyn Maria Ortega García, Secundino Ortega García (ur. 1912 roku)
- kleryk Ksawery Alojzy Bandrés Jiménez, Javier L. Bandrés Jiménez (ur. 1913 roku)
- kleryk Józef Brengaret Pujol, José Brengaret Pujol (ur. 1913 roku)
- kleryk Antoni Maria Calvo Calvo, Antolín Calvo y Calvo (ur. 1913 roku)
- kleryk Tomasz Capdevila Miró, Tomás Capdevila Miró (ur. 1914 roku)
- kleryk Stefan Casadevall Puig, Esteban Casadevall Puig (ur. 1913 roku)
- kleryk Euzebiusz Codina Millas, Eusebio Codina Millas (ur. 1915 roku)
- kleryk Jan Codinachs Tuneu, Juan Codinachs Tuneu (ur. 1913 roku)
- kleryk Antoni Maria Dalmau Rosich, Antonio Dalmau Rosich (ur. 1913 roku)
- kleryk Jan Echarri Vique, Juan Echarri Vique (ur. 1913 roku)
- kleryk Piotr García Bernal, Pedro García Bernal (ur. 1911 roku)
- kleryk Hilary Maria Llorente Martín, Hilario Llorente Martín (ur. 1911 roku)
- kleryk Rajmund Novich Rabionet, Ramón Novich Rabionet (ur. 1913 roku)
- kleryk Józef Maria Ormo Seró, José Mª Ormo Seró (ur. 1914 roku)
- kleryk Salwator Pigem Serra, Salvador Pigem Serra (ur. 1913 roku)
- kleryk Teodor Ruiz de Larrinaga García, Teodoro Ruiz de Larrinaga García (ur. 1913 roku)
- kleryk Jan Sánchez Munárriz, Juan Sánchez Munárriz (ur. 1913 roku)
- kleryk Emanuel Torras Sais, Manuel Torras Sais (ur. 1915 roku)
- br. Emanuel Buil Lalueza, Manuel Buil Lalueza (ur. 1915 roku)
- br. Alfons Miquel Garriga, Alfonso Miquel Garriga (ur. 1914 roku)

Zamordowani 15 sierpnia
- kleryk Józef Maria Amorós Hernández, José Amorós Hernández (ur. 1913 roku)
- kleryk Józef Maria Badía Mateu, José Badía Mateu (ur. 1913 roku)
- kleryk Jan Baixeras Berenguer, Juan Baixeras Berenguer (ur. 1914 roku)
- kleryk Józef Maria Blasco Juan, José Blasco Juan (ur. 1912 roku)
- kleryk Rafał Briega Morales, Rafael Briega Morales (ur. 1913 roku)
- br. Franciszek Castán Meseguer, Francisco Castán Meseguer (ur. 1911 roku)
- kleryk Alojzy Escalé Binefa, Luis Escalé Binefa (ur. 1913 roku)
- kleryk Józef Figuero Beltrán, José Figuero Beltrán (ur. 1911 roku)
- kleryk Rajmund Illa Salvía, Ramón Illa Salvía (ur. 1914 roku)
- kleryk Alojzy Lladó Teixidor, Luis Lladó Teixidor (ur. 1912 roku)
- br. Emanuel Martínez Jarauta, Flaviano Manuel Martínez Jarauta (ur. 1913 roku)
- o. Alojzy Masferrer Vila, Luis Masferrer Vila (ur. 1912 roku)
- kleryk Michał Masip González, Miguel Masip González (ur. 1913 roku)
- kleryk Faustyn Pérez García, Faustino Pérez García (ur. 1911 roku)
- kleryk Sebastián Riera Coromina (ur. 1914 roku)
- kleryk Edward Ripoll Diego, Eduardo Ripoll Diego (ur. 1912 roku)
- kleryk Józef Maria Ros Florensa, José Ros Florensa (ur. 1915 roku)
- kleryk Franciszek Maria Roura Farró, Francisco Roura Farró (ur. 1913 roku)
- kleryk Alfons Sorribes Teixidor, Alfonso Sorribes Teixidor (ur. 1913 roku)
- kleryk Jezus Augustyn Viela Ezcurdia, Jesús Agustín Viela Ezcurdia (ur. 1914 roku)

Zamordowani 18 sierpnia
- kleryk Jakub Falgarona Vilanova, José Falgarona Vilanova (ur. 1912 roku)
- kleryk Atanazy Viadaurreta Labra, Atanasio Viadaurreta Labra (ur. 1911 roku)

## Dzień obchodów
Dniem w którym są wspominani są „Męczennicy z Barbastro” jest 13 sierpnia, zaś zakonników z Zakonu Szpitalnego Świętego Jana Bożego w Kościele katolickim wspomina się 30 lipca.

## W kulturze
O prześladowaniach i śmierci męczenników z Barbastro opowiada książka Gabriela Campo Villegasa "Zakazany Bóg" i oparty na niej film o tym samym tytule.